# لو ویگوتسکی
لو سمینویچ ویگوتسکی (۱۷ نوامبر۱۸۹۶–۱۱ ژوئن ۱۹۳۴) روان‌شناس مارکسیست روس بود. کار او در زمینهٔ زبان و توسعهٔ زبانی، بر پایهٔ این فرض است که فرایند کسب دانش، محصول توسعهٔ اجتماعی است. او در طول حیات خود، در زمینه‌های مختلف علمی، همچون زبان‌شناسی، تحلیل روان‌شناسانهٔ هنر و افسانه‌ها، روان‌شناسی کودک، و مشکلات کودکان ناشنوا و عقب‌افتاده کار کرده‌است.

## پیشینه
ویگوتسکی دراورشا واقع در بلاروس، به دنیا آمد و در شهر گومل رشد یافت جایی که وی هر دو آموزش عمومی و تخصصی را کسب کرد. او تحت تأثیر پسرعموی خود، داوید ویگودسکی، قرار داشت. ویگوتسکی سرانجام از طریق یک قرعه کشی سهمیه ورود به دانشگاه دولتی مسکو را بدست آورد. پس از فارغ‌التحصیلی در سال ۱۹۱۷ وی برای تدریس به دانشگاه گومل بازگشت. در ۶ ژانویه سال ۱۹۲۴ ویگوتسکی بررسی روش تحقیق Reflexologic و روانی دومین کنگره روانشناسان روسی در لنینگراد تحویل گرفت. پیرو دعوت رئیس جدید مؤسسه روانشناختی مسکو ک.ن. کُرنیلُف، ویگوتسکی همراه همسرش رزانوونا ویگودسکایا به مسکو نقل مکان کردند. تا تولد اولین دخترش گیتا، آن‌ها در زیر زمین مؤسسه روانشناسی تجربی که با بایگانی بخش فلسفه مؤسسه احاطه شده بود، زندگی می‌کردند.
ویگوتسکی پایان‌نامه خود را در خصوص روانشناسی هنر در سال ۱۹۲۵ تکمیل کرد. او کار خود را مؤسسه روانشناختی به عنوان دانشمند رده دو آغاز کرد و در موسسه‌های تحقیقاتی و آموزشی و بالینی دیگر در مسکو و لنینگراد ادامه داد. او در سال ۱۹۳۴ در سن ۳۷ سالگی بر اثر بیماری سل در مسکو درگذشت.

## شهرت علمی
شهرت علمی او به دلیل مطالعات و نوشتارش بر روانشناسی رشد کودک است. او اعتقاد داشت برای فهم درست ذهن انسان، باید از آغاز پیدایش آنرا بررسی کرد. او با مطالعه کودکان خردسال به مراحل تولید اصوات و اشارات دقت کرد و مفاهیم توسعه ذهن را که امروز به آن اسکیماتا یا طرح واره می‌گویند، بررسی نمود. او در ابتدا در مطالعه اصوات و حرکات اولیه نوزاد، اعتقاد به مفاهیم کاهشی و شرطی شدن فعال تحت تأثیر نظریات پاولوف پیدا کرد و این حرکات و نشانه‌های بی مفهوم را ابزار کار ساخت ذهن کودک و برایش مهم می‌دانست؛ همانگونه که ابزار کار کارگران برایشان مهم است.
اما او در اواخر عمر و با بلوغ نظریاتش، به خصوص پس از مرور مطالعات پیاژه، از این نظریه کاهشگرای خود دربارهٔ نشانه‌های کودک دست کشید.
آن دو هرگز یکدیگر را ندیدند اما ویگوتسکی در اواخر عمر علمی خود تحت تأثیر ژان پیاژه قرار گرفت و حتی برخلاف برخی مخالفات اولیه خود، او را در دستیافتش به شرح تکوین صدای درونی ایگوسنتریک کودک و منشأ اجتماعیِ سخنوری در کودک ستود. پیاژه پس از مرگ او از وی خبر یافت و آثارش را خواند.

## نگارخانه

یک گرافیک از منطقه توسعه پروگزیمال

## آثار
- فکر و زبان (۱۹۳۷)
- منتخب مطالعات روان‌شناسی (۱۹۵۶)
- توسعهٔ فراگرد عالی روانی (۱۹۶۰)